# Garcinia heterophylla
Garcinia heterophylla är en tvåhjärtbladig växtart som beskrevs av Merrill. Garcinia heterophylla ingår i släktet Garcinia och familjen Clusiaceae. Inga underarter finns listade i Catalogue of Life.